# То: Друго поглавље
To: Друго поглавље (енгл. It Chapter Two) је амерички хорор филм из 2019. године, заснован према истоименом роману Стивена Кинга и представља наставак филма То (2017). Филм је смештен у 2016. годину, 27 година након догађаја из 1989. приказаних у првом филму. Главне улоге тумаче Бил Скарсгорд, који репризира улогу Пенивајза, као и Џејмс Макавој, Џесика Частејн, Бил Хејдер, Џеј Рајан, Исаија Мустафа, Џејмс Ренсон и Енди Бин који тумаче одрасле верзије „Клуба губитника”, док се млађи глумци из претходног филма поново појављују као њихове млађе верзије.
Преговори за наставак филма То су почели фебруара 2016, када је Мускијети изнео план за продукцију тог филма. У септембру 2017. студио је објавио да ће наставак бити премијерно приказан у септембру 2019. и да ће Доберман написати сценарио, а Мускијети режирати филм. Снимање је почело 19. јуна 2018. у Пајнвуд студију и снимало се у Порт Хоупу, Ошави и Торонту, а завршено је 31. октобра 2018. године.
Филм је премијерно приказан 26. августа 2019, а у америчке биоскопе је пуштен 6. септембра исте године. Добио је помешане критике од стране критичара и зарадио је преко 473 милиона долара. Преднаставак, под називом То: Добро дошли у Дери, биће приказан 2025.

## Радња
Године 2016, То се враћа у Дери и убија хомосексуалца по имену Ејдријан Мелон након што су њега и његовог дечка брутално напали младићи. Једини члан „Клуба губитника” који је још у граду, Мајк Хенлон, позива остале чланове, Била Денброа, Бена Ханскома, Беверли Марш, Ричија Тозијера, Едија Каспбрака и Стенлија Јуриса да испуне обећање дато 27 година раније, да убију То уколико се икада врати. Сви они долазе у град са магловитим сећањима, осим Стена, који се убија из страха. У једном ресторану, Мајк освежава сећања губитника пре него што им открије вест о Стеновом самоубиству. Ричи и Еди одлучују да оду, али Беверли им открива да је имала визије њихове смрти уколико не убију То. Мајк показује Билу, путем визије изазване дрогом, да индијански „Чудов ритуал” може заувек да заустави То.
Мајк објашњава да ритуал захтева жртвовање предмета из њихове прошлости. Потрага чланова укључује трауматичне сусрете са Тим, углавном у његовом главном облику кловна Пенивајза; један од њих укључује Пенивајза који говори Ричију да зна за његову праву сексуалност, Беверли је нападнута у њеном дому из детињства, а други наводи Едија да се одбрани виком тако да се То смањи и избегне. Хенрија Бауерса, који је ухапшен због убиства свог оца, То ослобађа из менталне болнице. Бауерс такође тражи Губитнике и напада Едија у хотелу, а затим Мајка у библиотеци, али га Ричи убија. Губитници се поново придружују Билу, који није успео да спаси дечака по имену Дин да буде поједен, говорећи му да се не суочи сам са Тим.
Након три појединачна сусрета са Тим, група се спушта у пећину испод канализације, где изводе ритуал. Ритуал заробљава Мртва светла, прави облик Пенивајза, у запечаћеној тегли, али из тегле излази џиновски црвени балон, балон пуца откривајући га као паука са Пенивајзовим лицем. Створење врши притисак на Мајка да открије да је То убило домороце који су првобитно изводили ритуал јер их је преплавио њихов страх, што је Мајк скривао од осталих. То напада Губитнике и ставља Била, Бена и Беверли у замке, од којих беже када се Бил ослободи кривице због смрти свог брата Џорџа, а Беверли схвата да јој је Бен написао љубавно писмо када су првобитно срели То. Мајк се супротставља створењу, али скоро бива поједен, али Ричи успева да му одврати пажњу, ухвативши се у Мртва светла. Еди га спашава, али је смртоносно прободен кроз груди. Еди објашњава како је раније учинио да се То осећа малим, дајући им идеју, па се губитници ругају Томе називајући га разним именима и увредама и узрокујући да се створење дословно смањује. Мајк ишчупа његово срце, које он и Губитници здробе, коначно га убивши. Губитници су приморани да напусте Едија, који је преминуо од повреда, када пећина експлодира, уништавајући кућу изнад.
Преостали Губитници враћају се на своје старо купалиште и испирају се од сукоба, и ухвате се за руке како би утешили Ричија док он тугује за Едијем. Нестанак Пенивајза такође је проузроковао нестанак ожиљака на њиховим рукама. Након што су се Губитници растали, Бен и Беверли се венчавају, Ричи се враћа на Мост пољубаца на којем је једном исклесао своје и Едијеве иницијале, Мајк одлучује да се исели из Дерија и започне нови живот, а Бил почиње да пише своју нову причу након чега прими позив од Мајка док напушта Дери, сазнавши да им је Стен послао постхумна писма. Писма откривају да је Стен био превише уплашен да би се суочио са Тим, његово самоубиство је имало за циљ да ојача његове пријатеље против Тога. Он тражи од преосталих Губитника да „живе живот пуним потенцијалом”.

## Улоге
| Глумац                           | Улога                  |
| -------------------------------- | ---------------------- |
| Џејмс Макавој / Џејден Лајберхер | Вилијам „Бил” Денбро   |
| Џесика Частејн / Софија Лилис    | Беверли Марш           |
| Џеј Рајан / Џереми Реј Тејлор    | Бенџамин „Бен” Ханском |
| Бил Хејдер / Фин Вулфхард        | Ричард „Ричи” Тозијер  |
| Исаија Мустафа / Чузен Џејкобс   | Мајкл „Мајк” Хенлон    |
| Џејмс Ренсон / Џек Дилан Грејзер | Едвард „Еди” Каспбрак  |
| Енди Бин / Вијат Олеф            | Стенли „Стен” Јурис    |
| Бил Скарсгорд                    | То / Пенивајз          |